# Jillian Armenante
Jillian Armenante (Paterson, 5 luglio 1964) è un'attrice, regista, sceneggiatrice e produttrice televisiva statunitense.
È conosciuta principalmente per il ruolo di Donna Kozlowski nella serie televisiva Giudice Amy. Dichiaratamente omosessuale, è sposata con l'attrice Alice Dodd, con la quale ha 2 figlie. La sua forte amicizia con Angelina Jolie, nata sul set del film Ragazze interrotte, l'ha portata ad essere la madrina di Maddox, il figlio adottivo della Jolie.

## Filmografia parziale

### Cinema
- Delivered, regia di Guy Ferland (1998)
- Ragazze interrotte (Girl, Interrupted), regia di James Mangold (1999)
- Frankie and Johnny Are Married, regia di Michael Pressman (2003)
- North Country - Storia di Josey (North Country), regia di Niki Caro (2005)
- A Mighty Heart - Un cuore grande (A Mighty Heart), regia di Michael Winterbottom (2007)
- The Gray Man, regia di Scott L. Flynn (2007)
- La febbre della prateria (Prairie Fever), regia di Stephen Bridgewater (2008)
- Shrink, regia di Jonas Pate (2009)
- Bad Teacher - Una cattiva maestra (Bad Teacher), regia di Jake Kasdan (2011)
- Il cavaliere oscuro - Il ritorno (The Dark Knight Rises), regia di Christopher Nolan (2012)
- Trust Me, regia di Clark Gregg (2013)
- Ave, Cesare! (Hail, Caesar!), regia di Joel ed Ethan Coen (2016)
- Vice - L'uomo nell'ombra (Vice), regia di Adam McKay (2018)
- Dark Harbor, regia di Joe Raffa (2019)

### Televisione
- West Wing - Tutti gli uomini del Presidente (The West Wing) – serie TV, episodio 1x04 (1999)
- Giudice Amy (Judging Amy) – serie TV, 98 episodi (1999-2005)
- Six Feet Under – serie TV, episodio 5x03 (2005)
- E.R. - Medici in prima linea (ER) – serie TV, episodio 12x10 (2005)
- Grey's Anatomy – serie TV, episodi 2x16-2x17 (2006)
- The Closer – serie TV, episodio 4x03 (2008)
- Terminator: The Sarah Connor Chronicles – serie TV, episodi 2x04-2x07 (2008)
- Private Practice – serie TV, episodio 2x11 (2009)
- Numb3rs – serie TV, episodio 5x17 (2009)
- Castle – serie TV, episodio 1x08 (2009)
- Hawthorne - Angeli in corsia (Hawthorne) – serie TV, episodi 1x01-1x02-1x05 (2009)
- Medium – serie TV, episodio 7x12 (2011)
- Desperate Housewives – serie TV, episodi 8x04-8x05 (2011)
- Better Call Saul – serie TV, episodio 1x08 (2015)
- Fresh Off the Boat – serie TV, 18 episodi (2015-2019)
- Dropping the Soap – webserie, 5 webisodi (2017)
- The Mayor – serie TV, episodi 1x01-1x03-1x04 (2017)
- The Sex Lives of College Girls – serie TV, 5 episodi (2021)
- Physical – serie TV, 7 episodi (2022-2023)

## Doppiatrici italiane
Nelle versioni in italiano delle opere in cui ha recitato, Jillian Armenante è stata doppiata da:
- Tenerezza Fattore in Ragazze interrotte
- Emilia Costa in The Closer
- Antonella Alessandro in Private Practice
- Cinzia Villari in Desperate Housewives
- Rossella Celindano ne Il cavaliere oscuro - Il ritorno